# Eduardo Morales Durillo
Eduardo Morales Durillo (Linares, 4 agosto 1892 – Dar Buxada, 28 dicembre 1916) è stato un militare spagnolo, che prese parte alla operazioni di definitiva conquista del Marocco settentrionale da parte degli spagnoli. Insignito alla memoria della Croce Laureata dell'Ordine di San Ferdinando, la più alta decorazione militare spagnola.

## Biografia
Nacque a Linares (provincia di Jaén), il 4 agosto 1892, figlio del Comandante di fanteria Eduardo Morales Navarro e di Juana Durillo Chico.  Il 23 agosto 1907, all'età di quindici anni, si arruolò volontario nel 59º Regimiento de Infantería di Melilla, dove prestò servizio militare fino a quando non superò gli esami di ammissione all'Accademia Militare. Il 4 settembre 1909 entrò all'Academia Militar de Infantería a Toledo, da cui uscì  il 23 luglio 1912, assegnato al Regimiento de "Cazadores de Arapiles" n.9 di stanza a Alcalá de Henares (Madrid). Il suo battaglione, al comando del Tenente Colonnello Don Alfredo Castro Ontaño, si imbarcò poi ad Algeciras sul piroscafo Canalejas per sbarcare successivamente a Ceuta. Il 23 maggio 1913 la sua unità fu assegnata di guarnigione nella zona di Tetuán, entrando subito in azione contro i ribelli per proteggere un convoglio durante l'occupazione di Laucién il 15 giugno dello stesso anno, attraversando una zona di circa tre chilometri sotto un potente fuoco nemico su entrambi i lati per entrare nella posizione. Sette giorni dopo partecipò ad una missione di ricognizione delle alture di Fuerte Busceja che ben presto furono occupate dal suo battaglione. L'8 luglio prese parte ad un'azione atta a proteggere le forze dei Regulares sulla collina di Arapiles durante un attacco sferrato al villaggio di Samsa, e il mese successivo si distinse nei combattimenti per la conquista delle alture di Decla, dando così protezione ad un convoglio che si stava dirigendo a Laucién.
Per il comportamento tenuto durante queste azioni fu decorato con la Croce al Merito Militare con distintivo rosso, passando il resto dell'anno in servizio di guarnigione e protezione convogli a Lomas de Beni Amaranzo, Loma Amarilla, Llanos de Río Martin, Ben Karrich e Beni Busman, prendendo parte, verso la fine del gennaio 1914 all'occupazione di Malalíen,  impegnando il nemico in un durissimo combattimento a Casa del Hoh.  Promosso il 31 gennaio 1914, al grado di Primo Tenente di fanteria per meriti di guerra, nell'aprile successivo fu decorato con la Croce del Reale e Militare Ordine di Maria Cristina.
Il 25 gennaio 1915 assunse il comando della 1ª Mia del Tabor de Policía Indígena di Tetuán, che guidò nei combattimenti del Monte Negrón e di Cudia Federico. Nel giugno dello stesso anno, agli ordini del capitano Eleuterio Eña, comandante della Mia, si distinse nel combattimento del villaggio di Maidua, scoppiato per proteggere la costruzione del fortino (“blocao”) “Kaus”. Per tale azione ricevette personalmente gli elogi del Comandante Generale della Piazza di Tetuán. Nel mese di agosto si recò a Madrid per un periodo di convalescenza, entrando poi in servizio nel Regimiento de Infantería de "Asturias" n.31 dove rimase fino alla fine dell'anno quando tornò a Melilla. Assegnato al Batallón de "Cazadores de Chiclana" n.23 il 23 febbraio 1916 partecipò con il suo reparto, inquadrato nella colonna del generale Friedrich, al combattimento di Kaddur e alla successiva occupazione di Trincheret, per venire citato come "distinto" nel successivo Ordine Generale.
Arrivato con il suo battaglione sul Monte Arruit il 25 marzo, occupò Arrof e poi Tifasor, assumendo poi il comando della 3ª Mía della Policía Indígena di Melilla, per passare poi a quello della 4ª Mía, inquadrata nella colonna del Comandante Martínez Monje, con cu partecipò alle azioni di Chevira, Ifrán, Boara, Dar Bucada e Beni Said.
Il 28 dicembre 1916 rimase gravemente ferito durante una carica contro il nemico effettuata a Dar Buxada, ma continuò a guidare l'azione fino a che non venne nuovamente colpito a morte. Per il coraggio dimostrato in questa azione il 19 novembre 1919 S.M il Re Alfonso XIII lo decorò alla memoria con la Croce Laureata dell'Ordine di San Ferdinando, la più alta decorazione militare spagnola.

### Periodici
- Miguel de Ballenilla y García de Gamarra, Caballeros laureados de San Fernando caídos en la Zona Oriental, durante las Campañas de Marruecos, in Rivista Estela, Madrid, Fundación Cultural Istolacio, 1999, ISSN 1139-1464.